# 矽酸鈣
矽酸鈣，化學式為Ca2SiO4，用作高溫絕緣及防火。矽酸鈣沒有已知對健康有不利影響。矽酸鈣不溶於水。

## 高溫絕緣
矽酸鈣是常用替代石棉的一種安全隔熱材料。

## 制备
矽酸鹽与氫氧化鈣在高温下反应，化学方程式如下：

{\displaystyle \mathrm {H_{4}SiO_{4}+Ca(OH)_{2}{\xrightarrow {\Delta }}Ca_{2}SiO_{4}+4H2O} }

或者碳酸鈣与二氧化矽反应，化学方程式如下：

{\displaystyle \mathrm {2CaCO_{3}+SiO_{2}{\xrightarrow {\Delta }}Ca_{2}SiO_{4}+2CO_{2}} }

## 防火
矽酸鈣是歐洲其中最多用在防火的材料。歐洲人更傾向於使用矽酸鈣製成包層。